# 1986年バスケットボール世界選手権
1986年FIBAバスケットボール世界選手権は1986年7月5日から7月20日までスペインで行われた第10回バスケットボール世界選手権。ファイナルラウンドはマドリードのパラシオ・デ・デポルテスで開催。
この大会には2006年と並ぶ世界選手権最多タイの24ヶ国が参加した。米国が8大会振りの優勝を果たした。

## 最終成績
| 1986年世界選手権 優勝国:      |
| ----------------------------- |
| アメリカ合衆国 8大会ぶり2回目 |

| 順位 | 国               |
| ---- | ---------------- |
| 2    | ソビエト連邦     |
| 3    | ユーゴスラビア   |
| 4    | ブラジル         |
| 5    | スペイン         |
| 6    | イタリア         |
| 7    | イスラエル       |
| 8    | カナダ           |
| 9    | 中国             |
| 10   | ギリシャ         |
| 11   | キューバ         |
| 12   | アルゼンチン     |
| 13   | フランス         |
| 14   | オランダ         |
| 15   | プエルトリコ     |
| 16   | 西ドイツ         |
| 17   | オーストラリア   |
| 18   | ウルグアイ       |
| 19   | パナマ           |
| 20   | アンゴラ         |
| 21   | ニュージーランド |
| 22   | 韓国             |
| 23   | コートジボワール |
| 24   | マレーシア       |